# Торлейв Корнеліуссен
Торлейв Корнеліуссен (норв. Torleiv Corneliussen, 25 липня 1890 — 29 квітня 1975) — норвезький яхтсмен.
Олімпійський чемпіон 1912 року в класі 8 метрів.